# Pyxis arachnoides
Espèce
Synonymes
- Pyxis madagascariensis Lesson, 1831
- Pyxoides brygooi Vuillemin & Domergue, 1972
- Pyxis arachnoides matzi Bour 1979
- Bellemys arachnoides (Bell, 1827)
- Testudo arachnoides (Bell, 1827)

Statut de conservation UICN

 CR A4cd; E : 
En danger critique
Statut CITES
Pyxis arachnoides, la Pyxide arachnoïde ou Tortue araignée, est une espèce de tortues de la famille des Testudinidae.

## Répartition
Cette espèce est endémique de Madagascar.

## Description
Cette espèce peut atteindre environ 15 cm.

## Liste des sous-espèces
Selon TFTSG (28 juin 2011) :
- Pyxis arachnoides arachnoides Bell, 1827
- Pyxis arachnoides brygooi (Vuillemin & Domergue, 1972)
- Pyxis arachnoides oblonga Gray, 1869

## Galerie photos

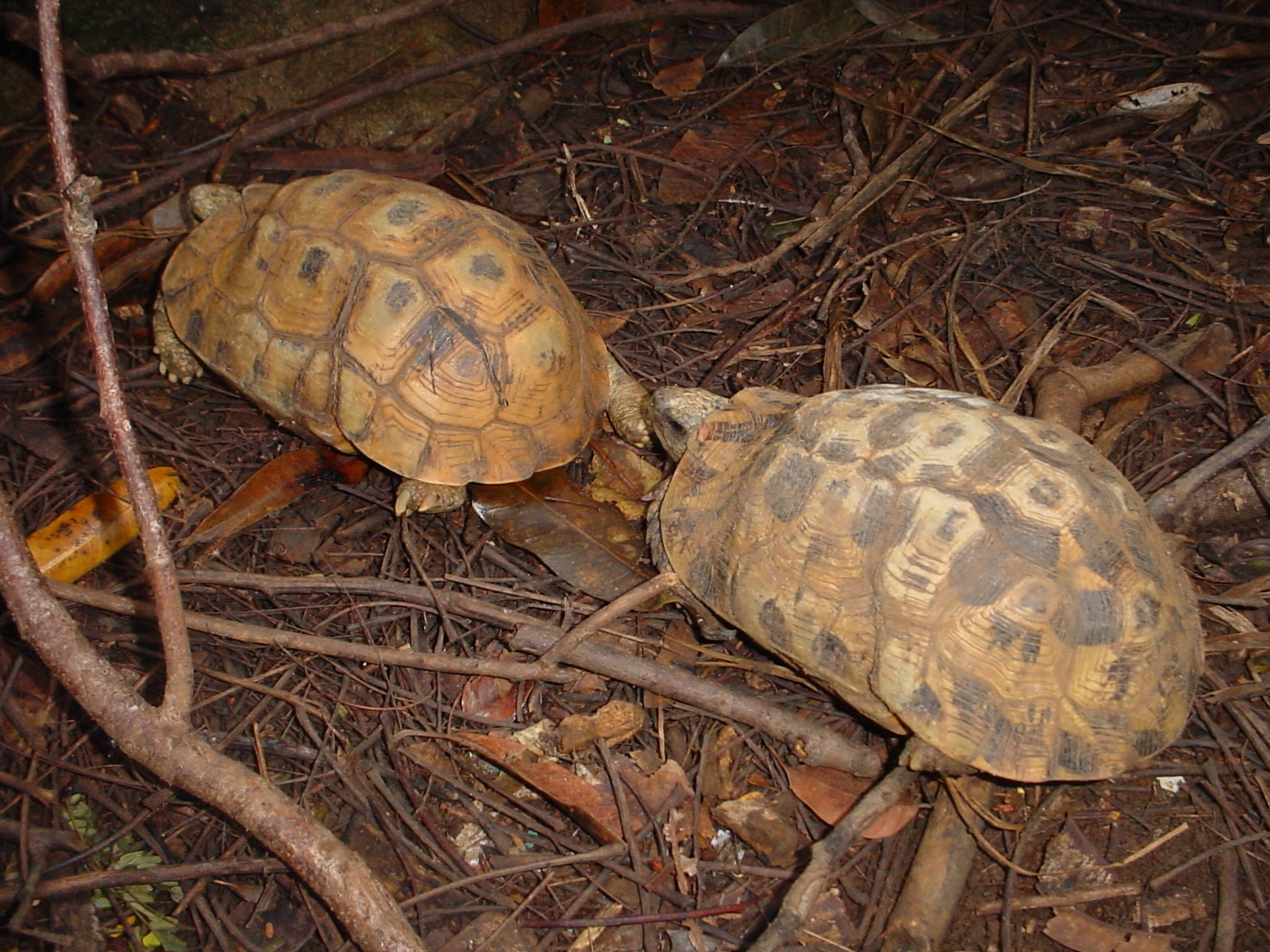
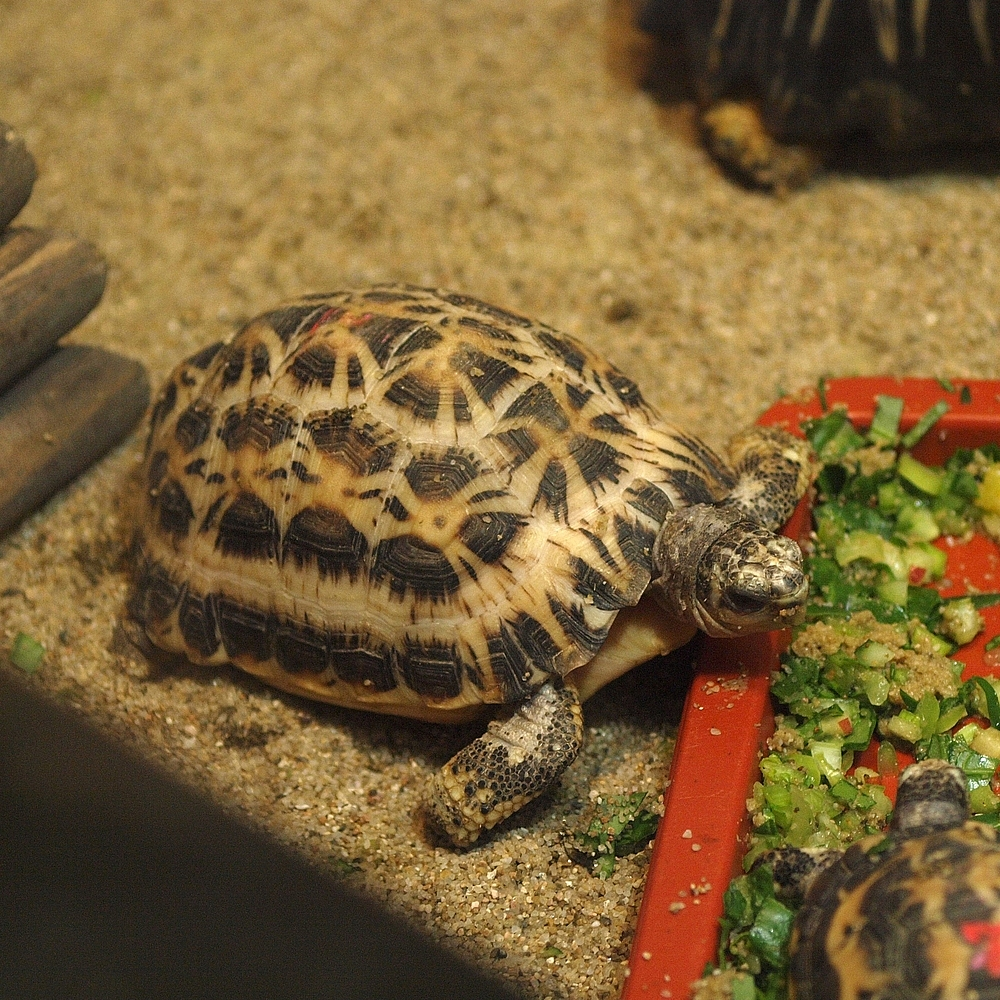

## Publications originales
- Bell, 1827 : On two new genera of land tortoises. Transactions of the Linnean Society of London, vol. 15, p. 392-401 (texte intégral).
- Gray, 1869 : Notes on the families and genera of tortoises (Testudinata), and on the characters afforded by the study of their skulls. Proceedings of the Zoological Society of London, vol. 1869, p. 165–225 (texte intégral).
- Vuillemin & Domergue, 1972 : Contribution to the study of the fauna of Madagascar: description of Pyxoides brygooi gen. et sp. nov. (Testudinidae). Annales de l’Université de Madagascar, Série Sciences de la Nature et Mathématiques, vol. 9, p. 193–200.